# Ehemaliges HEAG-Umspannwerk
Das ehemalige HEAG-Umspannwerk ist ein früher als Schalt- und Umspannwerk genutztes Bauwerk in Darmstadt. Es wurde 1924 bis 1926 durch die HEAG errichtet und beherbergte eine 50-/20-kV-Schaltanlage, über die elektrische Energie für das Darmstädter Stadtnetz bezogen wurde. Mit der Spannungsumstellung auf 110 kV wurde diese Anlage 1965 stillgelegt und durch eine benachbarte Freiluftanlage ersetzt, die in ihren Grundzügen bis heute existiert.
Heute beherbergt das ehemalige Umspannwerk einen Gemeindesaal und ein Restaurant (Altes Schalthaus).

## Architektur
Die Anlage nach Plänen der Architekten Georg Markwort und Eugen Seibert besteht aus zwei Gebäuden, dem großen, zweigeschossigen Umspannwerk und der kleinen, einstöckigen Halle unmittelbar östlich davon. Markwort und Seibert orientierten sich bei der Planung des Umspannwerkes an Beispielen expressionistischer Architektur. Typische Details dieser Stilrichtung sind die horizontale Betonung des Bauwerkes durch Gesimse und die schmalen, hohen Stahlfenster. Die Fenster sind diagonal versprosst und schließen oben dreieckig ab. Die Treppengiebel sind durch diagonale Putzstreifen geschmückt. Das markante Bauwerk besteht aus Mauerwerk. Farbliche Akzente setzen die dunklen Stahlfenster und der rote Sandstein auf der hellen Putzfassade. Auf der Westseite des Umspannwerkes befindet sich eine geschosshohe Loggia. Die Loggia wird von sich nach oben verdickenden vierkantigen Säulen aus rotem Sandstein getragen.

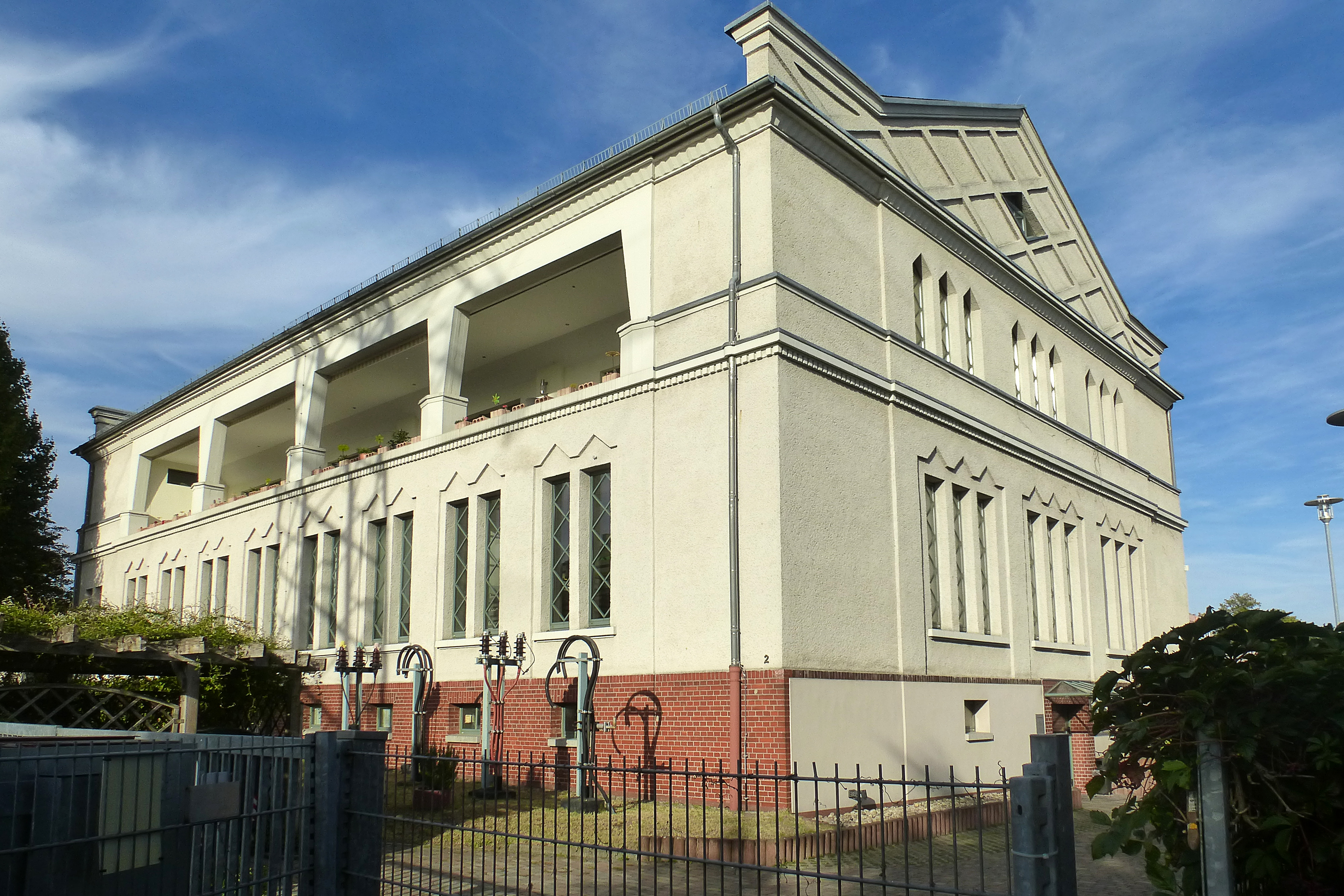
Rückansicht
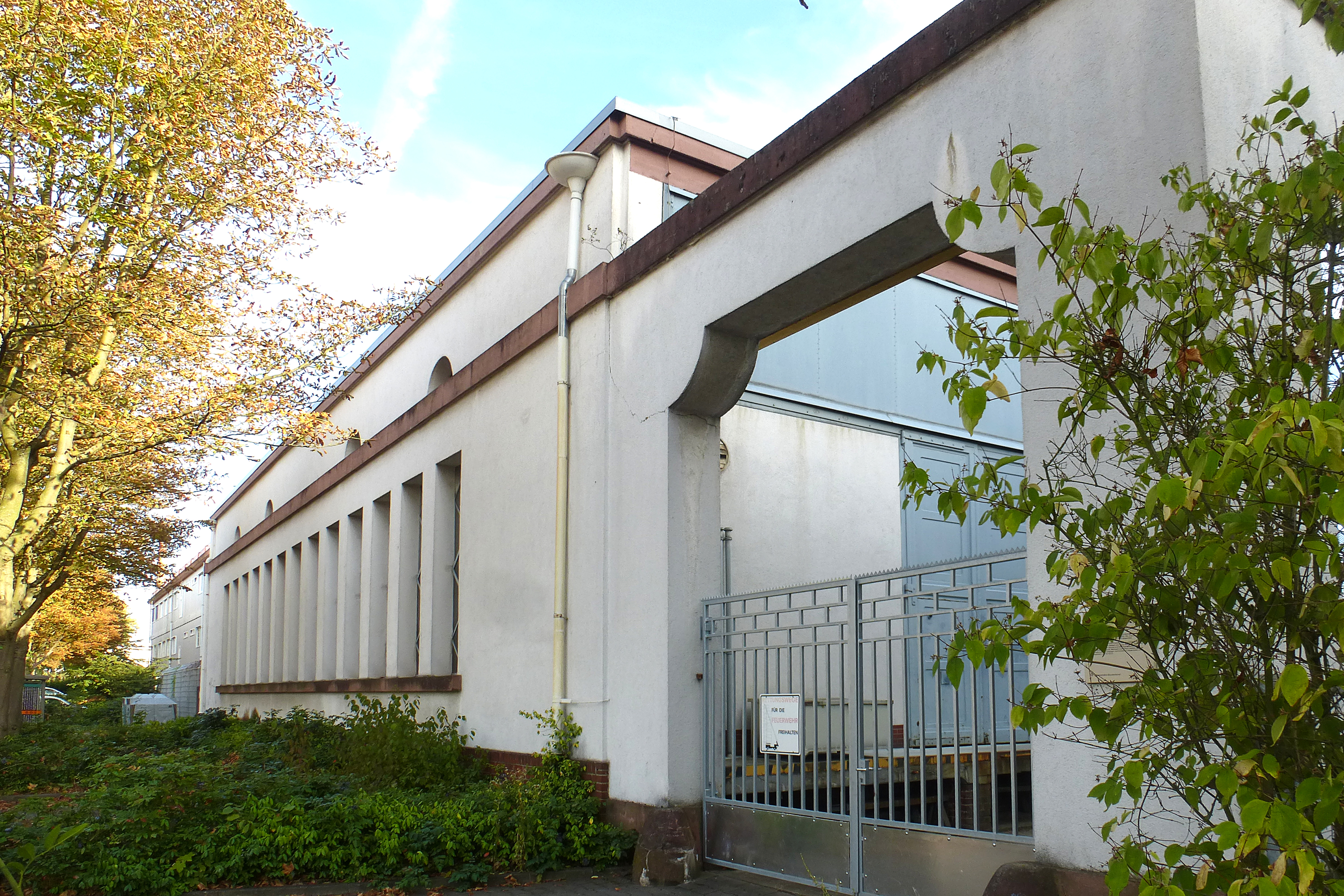
Seitenansicht

## Geschichte

### Anfänge der Elektrizitätsversorgung in Darmstadt

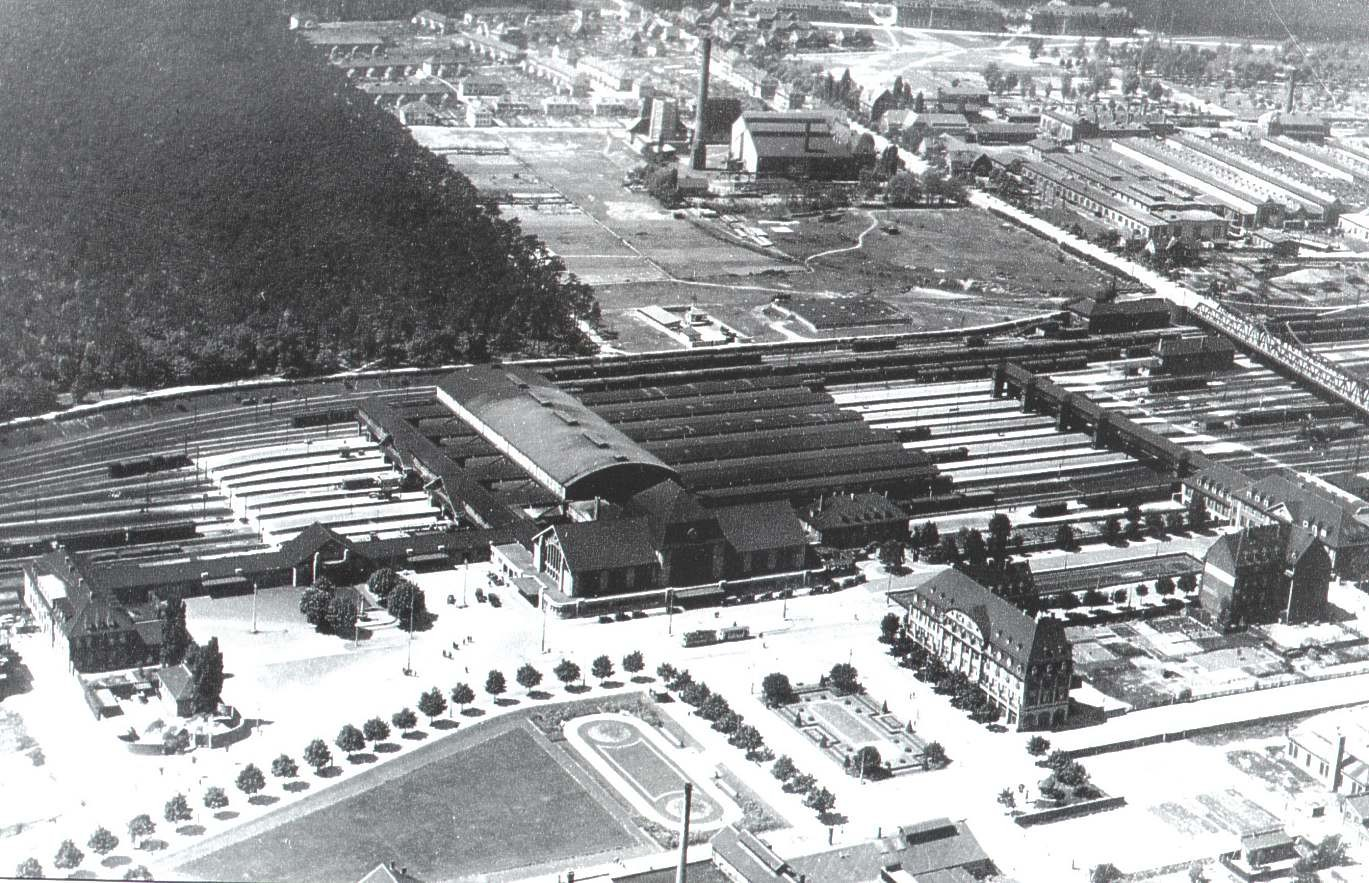
Elektrizitätswerk II am Dornheimer Weg mit gerade neu eröffnetem Hauptbahnhof, 1912

Die Elektrifizierung Darmstadts begann bereits Ende des 19. Jahrhunderts – das erste Elektrizitätswerk, die Centralstation, wurde 1888 in der Darmstädter Innenstadt in Betrieb genommen, um die Straßenbeleuchtung und insbesondere die 1897 neu eingeführte elektrische Straßenbahn mit elektrischen Strom zu versorgen. Nach New York und Berlin war Darmstadt unter Federführung des Elektrotechnik-Pioniers Erasmus Kittler somit die dritte Stadt weltweit mit flächendeckender Stromversorgung. Aufgrund des immer weiter steigenden Stromverbrauches in der expandierenden Stadt wurde die Anlage von 1903 bis 1906 erweitert. Bei einer Leistung von rund 2000 kW versorgte sie zahlreiche Unternehmen der Stadt mit Gleichstrom.
Schnell stellten sich jedoch die Nachteile eines städtischen Gleichstromnetzes heraus, da sich neue Unternehmen vorwiegend am Stadtrand ansiedelten und damit häufig nicht mehr in Reichweite des Netzes lagen. Aufgrund der sehr hohen Übertragungsverluste des Gleichstromes konnte schon bei einer Strecke von nur wenigen Kilometern keine zuverlässige Stromversorgung mehr sichergestellt werden. Schon 1907 bewilligte die Stadtverordnetenversammlung deshalb einen Kredit über 1,8 Millionen Mark zum Bau eines weiteren Elektrizitätswerkes. Das 1909 fertiggestellte Werk am Dornheimer Weg (Elektrizitätswerk II) mit einer Leistung von 4000 kW verfügte über zwei Dampfturbinen mit je einem Gleichstrom- und einem Drehstromgenerator. Hauptabnehmer des Werkes waren die in unmittelbarer Nachbarschaft gelegenen Betriebsanlagen der Eisenbahn, nicht zuletzt, da 1912 der neue Hauptbahnhof fertiggestellt wurde. Auch das städtische Niederspannungsnetz wurde über das zweite Elektrizitätswerk gespeist, was zur Folge hatte, dass die alte Centralstation nach und nach zurückgefahren wurde. Noch bis 1976 diente sie als Lastverteiler, ehe 1999 nach langem Leerstand ein Kulturzentrum in die ehemalige Maschinenhalle einzog.

### Gründung und Expansion der HEAG
Am 15. April 1912 gründeten die Stadt Darmstadt, die Süddeutsche Eisenbahn-Gesellschaft, die Provinz Starkenburg, der Großindustrielle Hugo Stinnes und der spätere Direktor des Stinnes AG, Walter Bucerius, als Aktionäre die HEAG (Hessische Eisenbahn-Aktiengesellschaft). Neben dem Betrieb der beiden Straßenbahnnetze in Darmstadt – der elektrischen sowie der Dampfstraßenbahn – als Hauptaufgabe wurde durch die Gesellschaft auch der Ausbau des städtischen Stromnetzes vorangetrieben. Sie übernahm die beiden Elektrizitätswerke der Stadt und der näheren Umgebung (Region Starkenburg), indem immer mehr Gemeinden ihre örtliche Gleichstromerzeugung an das HEAG-Netz abtraten.
Neben einem immer weiter expandierenden Mittel- und Niederspannungsnetz (750 km im Jahr 1919) entstanden auch einige Verbindungen mit benachbarten Versorgungsunternehmen. Ab 1915 war das HEAG-Netz über eine 20-kV-Leitung nach Heppenheim mit dem Elektrizitätswerk Rheinau in Mannheim verbunden.
Zwei Jahre später, 1917, musste die HEAG auf Betreiben der Elektrizitätswirtschaftsstelle Berlin einen Stromlieferungsvertrag mit dem Braunkohlekraftwerk der Gewerkschaft Gustav in Dettingen am Main abschließen. Durch die Abnahme der im Kraftwerk Dettingen erzeugten Energie sollte der Braunkohleabbau in der Untermainregion wirtschaftlich gehalten werden. Um den Strom aus dem Kraftwerk nach Darmstadt zu übertragen, wurde eine einkreisige 20-kV-Freileitung gebaut, die das Kraftwerk mit dem Elektrizitätswerk II am Dornheimer Weg verband. Diese Leitung wurde im Juni 1918 in Betrieb genommen.
Eine weitere 20-kV-Leitung baute die HEAG im Jahr 1923, um ihr Stromnetz mit dem des Überlandwerks Groß-Gerau zu verbinden. Diese Leitung führte vom Darmstädter Umspannwerk aus nach Nordwesten und endete im Umspannwerk Hof Schönau in Bauschheim. Über sie konnte das Überlandwerk Groß-Gerau bei einem eventuellen Ausfall des Mainzer Kraftwerks, von dem es damals hauptsächlich seinen Strom bezog, stattdessen elektrische Energie aus dem HEAG-Netz beziehen.

### Errichtung des Verbundnetzes
Ab 1924 wurde das Gleichstromnetz in Darmstadt schrittweise auf Wechselstrom umgestellt, weshalb die Gleichstromerzeugung im Elektrizitätswerk II eingestellt wurde. An der Stelle des alten Werks baute die HEAG eine 50/20-kV-Umspannstation für die Einspeisung der Leitung aus Dettingen. Das von den Architekten Georg Markwort und Eugen Seibert geplante Gebäude wurde im Oktober 1926 fertiggestellt. Mit Inbetriebnahme der beiden Umformer, die eine Leistung 10.000 kVA hatten, stellte man die Freileitung schließlich von 20 auf 50 kV um.
In den 1920er Jahren errichtete das RWE mit der Nord-Süd-Leitung ein Verbundnetz, das die eigenen Kraftwerke im Rheinland mit denen mehrerer süddeutscher Energieversorgungsunternehmen verband. Dabei handelte es sich um Tochterfirmen aus der Elektrizitäts-AG vormals W. Lahmeyer & Co. Das Kraftwerk Höchst der RWE-Tochter Main-Kraftwerke wurde über das Umspannwerk Kelsterbach an die 220-kV-Hauptleitung angebunden. Zeitgleich verabschiedeten sie einen Stromlieferungsvertrag mit dem Bayernwerk über den Bezug von 10.000 kW elektrischer Leistung. Hierzu wurde die von Höchst nach Kelsterbach führende Doppelleitung der Mainkraftwerke über das Umspannwerk hinaus bis zum Kraftwerk Dettingen verlängert. Eine Stichleitung entstand von dieser Verbindung zum Darmstädter Umspannwerk. Zunächst mit 50 kV Spannung betrieben, waren Masten und Isolatoren dieser ab 1924 errichteten Leitung bereits für 110 kV Spannung dimensioniert.
Ein Stromkreis führte vom Umspannwerk Darmstadt zum Umspannwerk Kelsterbach, der andere zum Kraftwerk Dettingen, womit zusammen mit dem Stromkreis Dettingen–Kelsterbach effektiv ein Leitungsdreieck hergestellt wurde. Parallel zur Eigenerzeugung im Kraftwerk Dettingen konnte die HEAG hierdurch ab 1927 zusätzliche elektrische Energie aus dem Verbundnetz des RWE mit seinen Tochterunternehmen beziehen, im Bedarfsfall aber auch selbst in dieses Netz einspeisen. Primär erfolgte die Versorgung der HEAG weiterhin über die direkte Leitung nach Dettingen. Die neue Leitung über Kelsterbach diente neben der Netzkupplung mit dem RWE hauptsächlich als Reserve.
Eine weitere Verbindung auf der 100-kV-Ebene sollte vom Dornheimer Weg ausgehend zum Umspannwerk Mannheim-Rheinau führen, um dort mit dem Badenwerk einen Verbundbetrieb auf der Hochspannungsebene herzustellen. Diese Leitung wurde 1926 bis Heppenheim fertiggestellt, die Fortsetzung nach Mannheim wurde erst nach dem Zweiten Weltkrieg eingerichtet.
Aufgrund der nun vorhandenen Verbindungen zu den wesentlich effektiver arbeitenden Großkraftwerken und Netzen der umliegenden Energieversorgungsunternehmen legte die HEAG das Elektrizitätswerk II 1931 endgültig still. Ein Jahr später war die Umstellung von Gleich- auf Wechselstrom im Versorgungsgebiet abgeschlossen.

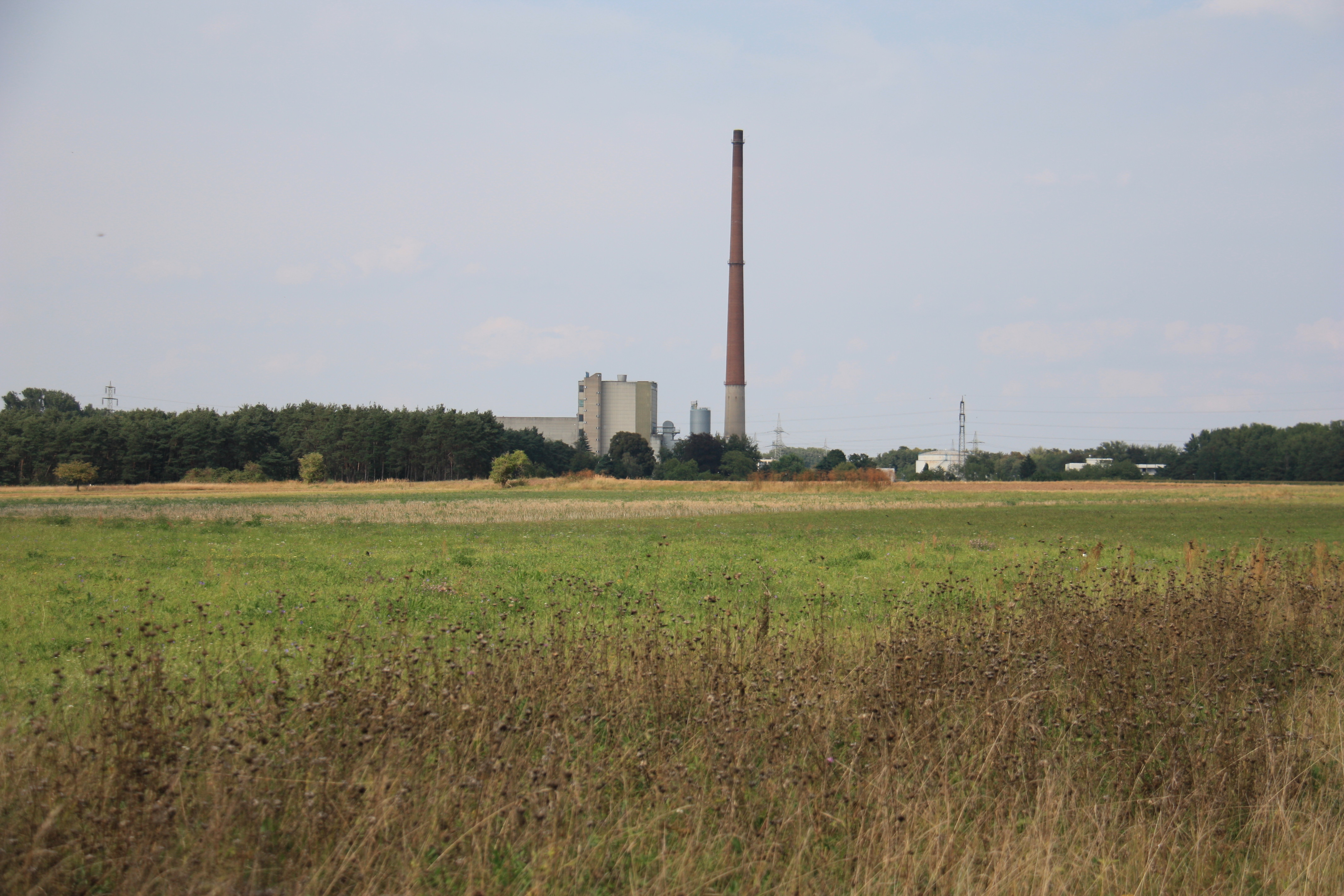
Kraftwerk Dettingen
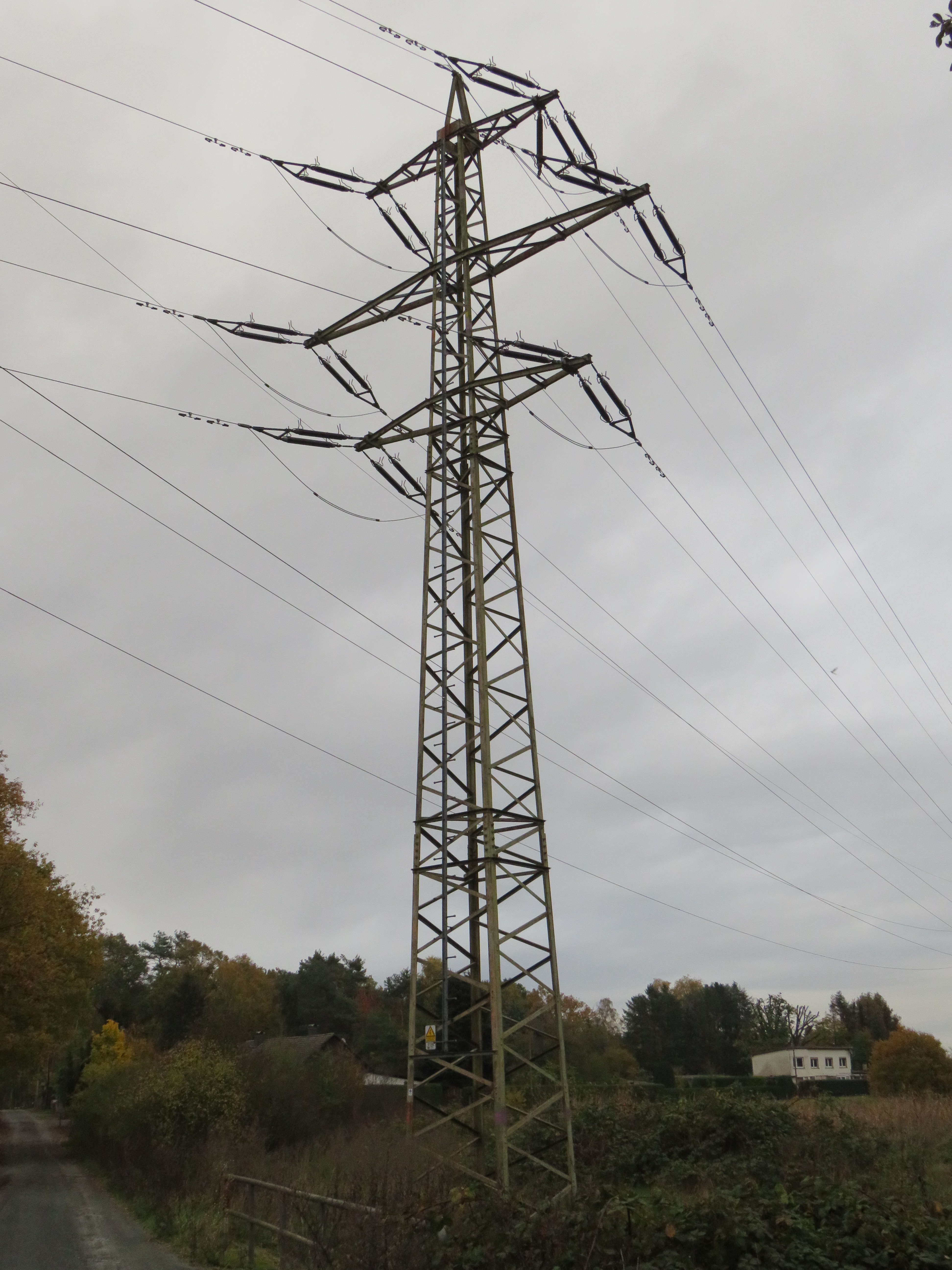
110-kV-Leitungsmast
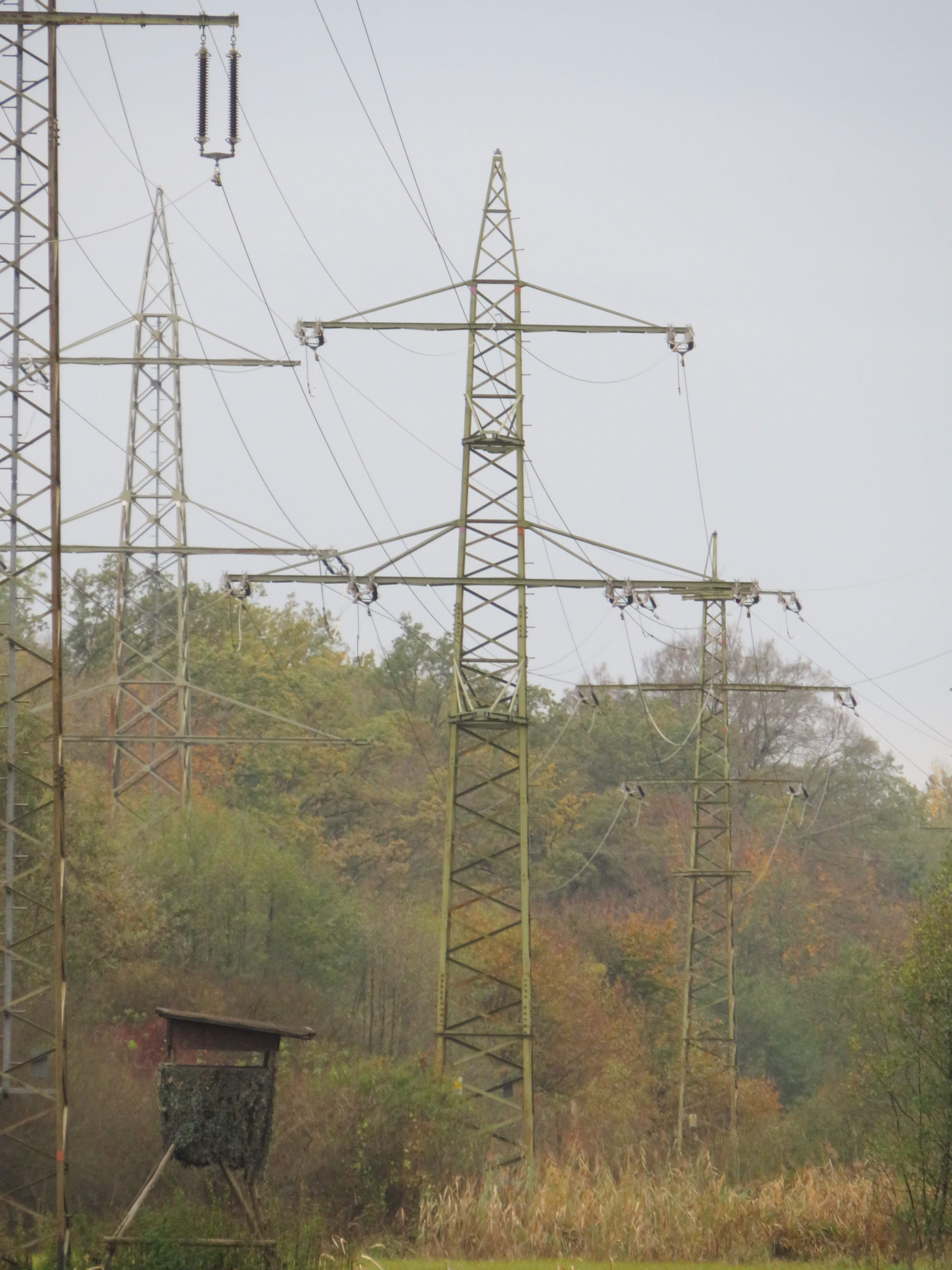
Ehemaliger Abzweigmast zum Umspannwerk am Dornheimer Weg

### Zeit des Nationalsozialismus
Als Maßnahme der Nationalsozialisten wurde im Jahr 1935 beschlossen, eine einheitliche Spannung von 110 kV flächendeckend im deutschen Verbundnetz einzuführen. Im November 1935 wurde daher im südlichen Teil des HEAG-Geländes am Dornheimer Weg eine neue Freiluft-Schaltanlage fertiggestellt, die zwischen der 110- und der 20-kV-Ebene transformierte. Gleichzeitig wurde auch die mittlerweile im RWE-Besitz befindliche Leitung der Mainkraftwerke von 50 auf 110 kV Spannung umgestellt. Nach nur etwa 10 Jahren Betriebszeit wurden Teile der Anlage im Schalthaus daher schon wieder stillgelegt.
Bis 1940 wurden zwei weitere 110-kV-Umspannwerke im Versorgungsgebiet in Betrieb genommen, diese befanden sich am 1933 errichteten Neckarkraftwerk Hirschhorn und in Erbach. Über das Mittelspannungsnetz bestanden Verbindungen in andere Bereiche des HEAG-Netzgebietes, auch nach Darmstadt. Im Zweiten Weltkrieg kamen diesen Verbindungen eine erhebliche Bedeutung zu, da das stillgelegte Elektrizitätswerk II im Zuge der Bombardierung der Bahnanlagen am 13. September 1944 beschädigt wurde. Da das Umspannwerk am Dornheimer Weg noch funktionierte, bezog man den Strom nun vom Kraftwerk Hirschhorn, wodurch über das Umspannwerk Erbach die Elektrizitätsversorgung in Darmstadt aufrechterhalten konnte.

### Sanierung und Nachnutzung
Das alte Gebäude wurde bis ins Jahr 1965 zusätzlich zur Freiluftanlage im südlichen Werksteil als Umspannwerk betrieben, ehe eine neue 110-kV-Freiluftschaltanlage gebaut wurde. Aufgrund der expressionistisch beeinflussten Architektur wurde es erhalten und 1988 zusammen mit der Transformatorenwerkstatt unter Denkmalschutz gestellt. Ursprünglich war geplant, dieses als Bürgerhaus weiter zu nutzen. Von 1998 bis Dezember 1999 wurde durch die HEAG und den Trägerverein Bürgerhaus Waldkolonie eine Sanierung mit Innenausbau durchgeführt, seitdem wird es als Restaurant (Altes Schalthaus) und Veranstaltungssaal genutzt. Gleichzeitig mit der Sanierung wurde auch die benachbarte Hauptschaltwarte erneuert.

## Heutiges Umspannwerk

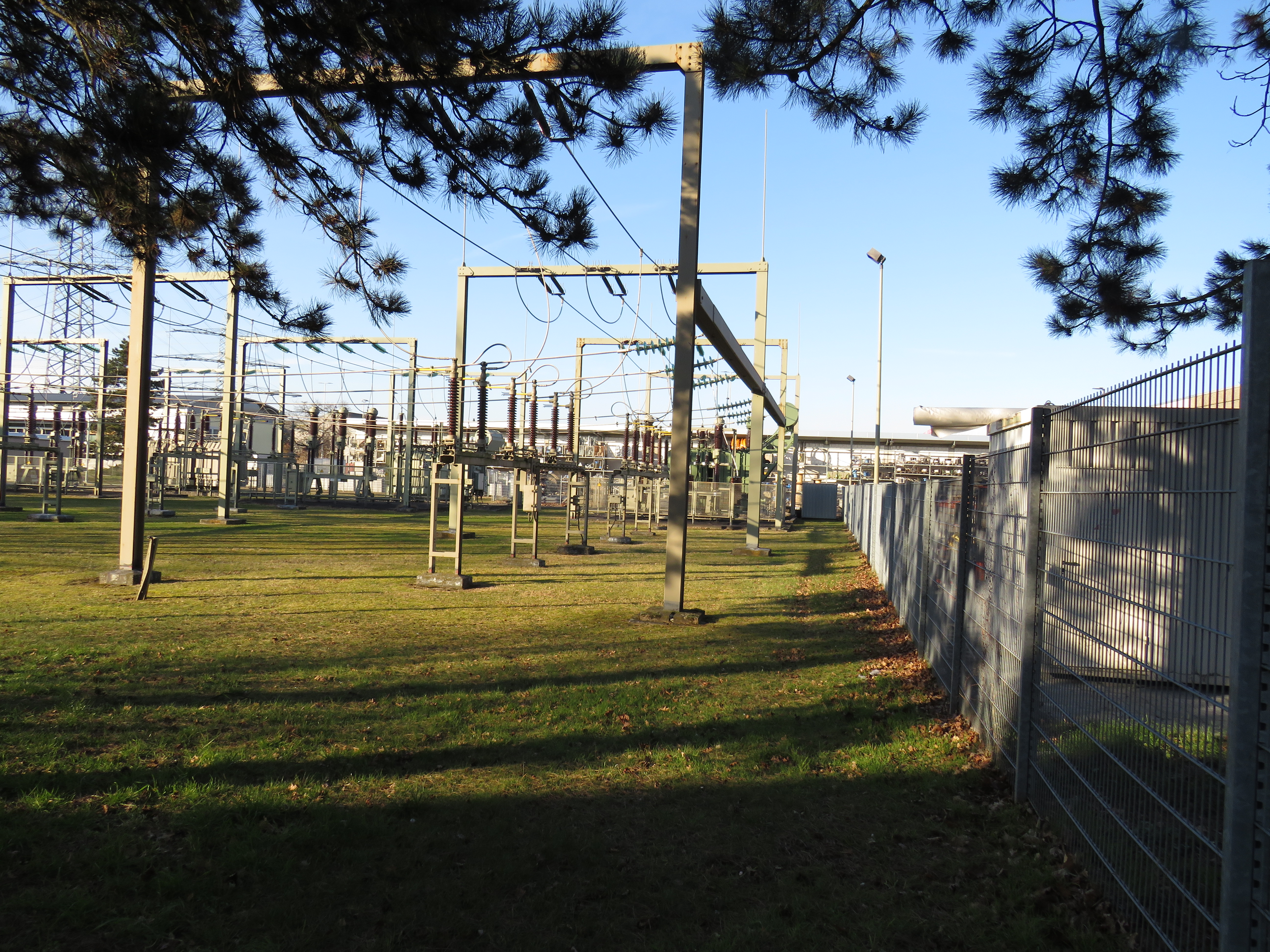
Die heutige Umspannanlage aus den 1970er Jahren

1972 ging auf dem Gelände die Hauptschaltwarte des HEAG-Netzes in Betrieb, die die vier bisherigen regionalen Netzleitstellen ersetzte. Sie galt bei Inbetriebnahme als eine der modernsten Anlagen in Deutschland. Zusätzlich gingen im Darmstädter Stadtgebiet in den Jahren 1964 und 1971 zwei weitere Umspannwerke der 110-kV-Ebene in Betrieb.
Zusätzlich zum Bau neuer Umspannwerke entstanden auch neue Leitungsverbindungen, etwa vom Dornheimer Weg zum Umspannwerk Urberach, das in den 1950er Jahren in einer ersten Ausbaustufe auf der 110-kV-Ebene eingerichtet und in den 1970er Jahren um eine 220- und 380-kV-Anlage erweitert wurde. Die alte 50-kV-Leitung nach Dettingen wurde somit nicht mehr benötigt und daher abgebaut. Südwestlich von Urberach an der L 3097 wurde ein letzter Leitungsmast erhalten.
Die 1926 gebaute Leitung mit Verbindung sowohl zum Kraftwerk Dettingen als auch zum Umspannwerk Kelsterbach wurde im Zuge von Umstrukturierungen am Umspannwerk Kelsterbach in Verbindung mit dem Ausbau des Gewerbegebiets Weiterstadt Anfang 2010 abgebaut. Das an der Strecke liegende Umspannwerk Weiterstadt wird seitdem über einen Erdkabelabzweig der Leitung nach Urberach versorgt.
Zur heutigen Freiluftschaltanlage führt eine vierkreisige 110-kV-Leitung, die sich unmittelbar westlich auf die Trassen Richtung Pfungstadt bzw. Urberach verzweigt.
| Netzbetreiber | Spannung | Name des Stromkreises | Trasse (Bauleit- nummer)        | Zielort/-station | Baujahr | Himmels- richtung |
| ------------- | -------- | --------------------- | ------------------------------- | ---------------- | ------- | ----------------- |
| Westnetz      | 110 kV   | Arheilgen West        | Darmstadt–Heppenheim (Bl. 0112) | Darmstadt-Nord   | 1975    | Nord              |
| Westnetz      | 110 kV   | Arheilgen Ost         | Darmstadt–Heppenheim (Bl. 0112) | Darmstadt-Nord   | 1975    | Nord              |
| Westnetz      | 110 kV   | Darmstadt West        | Darmstadt–Heppenheim (Bl. 0112) | Pfungstadt       | 1926    | Nord              |
| Westnetz      | 110 kV   | Darmstadt Ost         | Darmstadt–Heppenheim (Bl. 0112) | Darmstadt-Süd    | 1926    | Nord              |